# Didahe
Didahe, poznano tudi kot Nauk dvanajstih apostolov (starogrško Διδαχὴ τῶν δώδεκα ἀποστόλων), je kratek anonimni zgodnji krščanski traktat zapisan je v grški kojne in ga večina poznavalcev datira v prvo stoletje. Prva vrstica te razprave je »Gospodov nauk narodom dvanajstih apostolov« (starogrško Διδαχὴ κυρίου διὰ τῶν δώδεκα ἀποστόλων τοῖς ἔθνεσιν).
Besedilo je razdeljeno na štiri dele. Prvi del se ukvarja s krščansko moralo, naslednji z liturgičnimi predpisi, tretji se ukvarja z disciplino in organizacijo Cerkve, zadnji, najkrajši del pa spregovori o eshatologiji.
Dolgo časa je bilo besedilo izgubljeno, grški rokopis Didache je leta 1873 na novo odkril Philotheos Bryennios, metropolit iz Nikomedije, v Codexu Hierosolymitanusu . Latinsko različico prvih petih poglavij je leta 1900 odkril J. Schlecht.

## Vsebina

### Dve poti
Prvi del (poglavja 1–6) se začne: »Dve poti sta: pot življenja in pot smrti. Razloček med tema dvema potema pa je velik.«
V tem prvem delu so večinoma moralni predpisi, ki so podani na tipičen judovski način, z dvema potema (kar pogosto srečamo v Stari zavezi).   

### Obredna določila
V drugem delu najdemo liturgične predpise. Opisan je obred krsta, post in molitve pri evharistiji. 

### Disciplinski predpisi
V tem delu je predstavljena struktura cerkve. Razvidno je, da je v tem času bila prisotna dvojna hierarhija. Ena vezana na kraj (škofje in diakoni), druga pa potujoča (apostoli in preroki). 

### Kristusov prihod v slavi
Slednjič avtor spregovori o eshatologiji. Pričakuje se, da bo drugi prihod nastopil kmalu.     